# Pleasant Hill/Contra Costa Centre (BART)
Pleasant Hill/Contra Costa es una estación en la línea Pittsburg/Bay Point–SFO/Millbrae del BART. La estación se encuentra localizada en 1365 Treat Boulevard en Walnut Creek, California. La estación Pleasant Hill/Contra Costa fue inaugurada el 21 de mayo de 1973. El Distrito de Transporte Rápido del Área de la Bahía es la encargada por el mantenimiento y administración de la estación.

## Descripción
La estación Pleasant Hill/Contra Costa cuenta con 2 plataformas laterales y 2 vías. La estación también cuenta con 3,011 de espacios de aparcamiento.

## Conexiones
La estación es abastecida por las siguientes conexiones de autobuses: 
County Connection: 
- Lunes a viernes:
  - 7
  - 9
  - 11
  - 14
  - 15
  - 18
- Fines de semana:
  - 311
  - 316